# Inki au cirque
Pour plus de détails, voir Fiche technique et Distribution.
Inki au cirque (Inki at the Circus) est un dessin animé américain de la série Merrie Melodies, réalisé par Chuck Jones sur un scénario de Michael Maltese, Tedd Pierce, et sorti en 1947. Il met en scène Inki le petit chasseur africain, l'oiseau Minah et deux chiens. Tous sont pratiquement muets.

## Fiche technique
- Réalisation : Chuck Jones
- Scénario : Robert Givens
- Production : Leon Schlesinger	.
- Musique originale : Carl W. Stalling
- Montage et technicien du son : Treg Brown (non crédité)
- Durée : 7 minutes
- Pays : États-Unis
- Langue : anglais
- Distribution : 1947 : Warner Bros. Pictures
- Format : 1,37 :1 Technicolor Mono
- Date de sortie : 
  - États-Unis : 21 juin 1947

## Animateurs
- Robert Cannon
- Virgil Ross (non crédité)
- Charles McKimson (non crédité)
- John Didrik Johnsen (décors) (non crédité)

## Musique
- Carl W. Stalling, directeur de la musique
- Milt Franklyn, orchestration (non crédité)